# Cancellus viridis
Cancellus viridis är en kräftdjursart som beskrevs av Simon Joseph Mayo 1973. Cancellus viridis ingår i släktet Cancellus och familjen Diogenidae. Inga underarter finns listade i Catalogue of Life.